# Accident ferroviaire de la gare Montparnasse
L'accident de la gare Montparnasse est un accident ferroviaire français survenu le 22 octobre 1895 à la gare de Paris-Montparnasse, lors de l'arrivée du train express no 56 desservant la ligne de Paris à Granville. Il provoque un décès et de nombreux dégâts matériels ; son caractère spectaculaire en fait l'un des accidents ferroviaires les plus connus de l'histoire des chemins de fer français.

## Circonstances de l'accident
Initialement construite par la Compagnie des chemins de fer de l'Ouest, et appelée de ce fait à l'origine « Gare de l'Ouest », la gare du boulevard du Montparnasse est en 1895 utilisée comme terminus à la fois par le réseau de l'Ouest (lignes vers Versailles-Rive-Gauche, Granville, Le Mans, notamment) et celui de l'État (lignes vers Nantes, Saumur, Niort, Bordeaux notamment). Une fois entrés dans Paris par les communes limitrophes de Vanves et de Malakoff, les trains y accèdent par un parcours coupant de nombreuses rues par des passages à niveau et se terminant, après franchissement en viaduc de l'avenue du Maine et du boulevard Edgar-Quinet, dans un hall à deux travées dont les six voies en cul-de-sac surplombent de neuf mètres le carrefour de la rue de Rennes et du boulevard du Montparnasse.

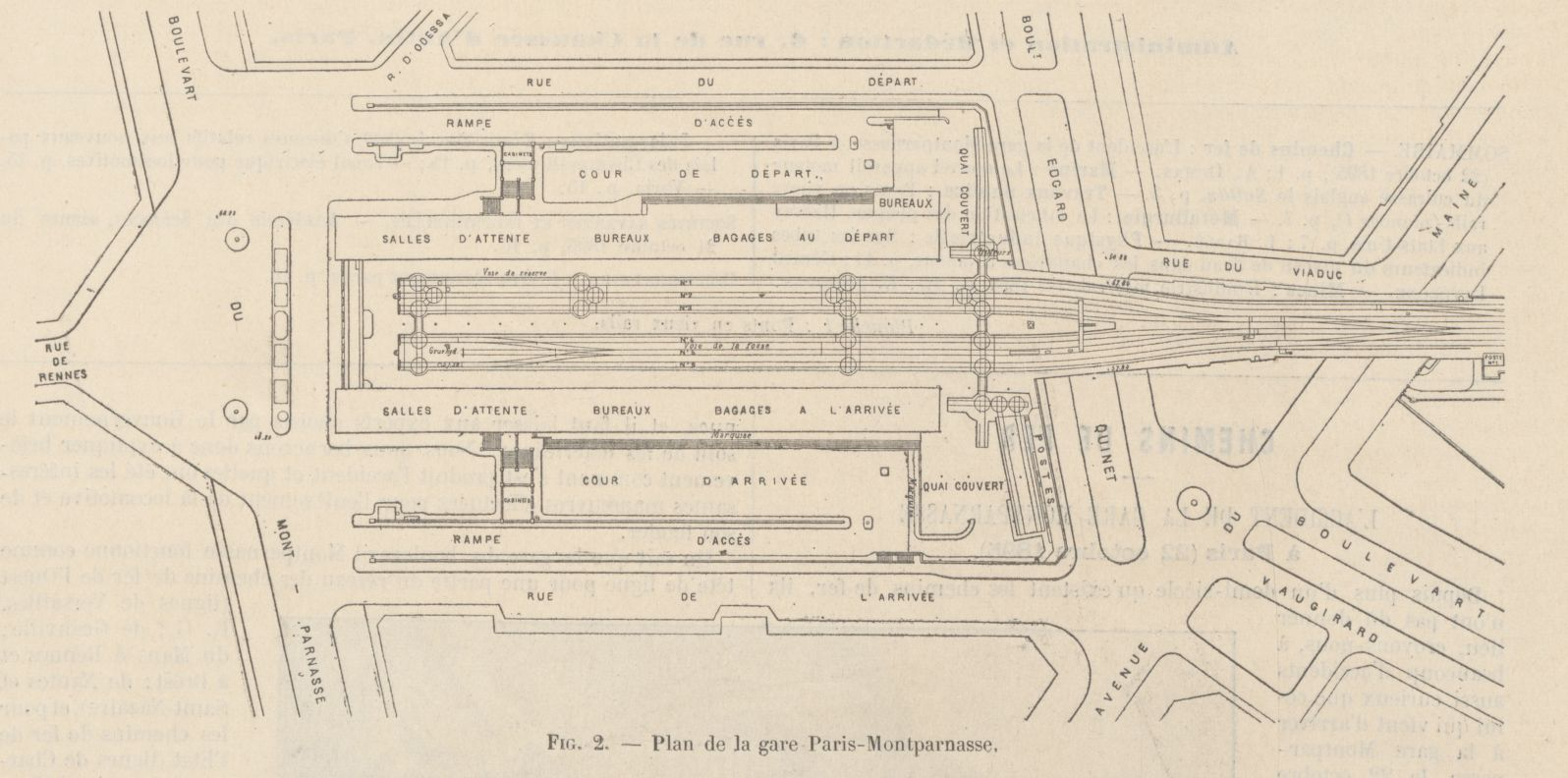
Plan de la gare Montparnasse en 1895.

Le 22 octobre 1895, le train no 56 part de Granville à 8 h 45, pour Paris où il doit normalement arriver à 15 h 55 sur la voie 6 de la gare Montparnasse. Le convoi est tracté par la locomotive no 721, de type 120, dont le mécanicien est Guillaume Pellerin et le chauffeur Victor Garnier. Derrière le tender, suivent deux fourgons à bagages, un wagon postal, puis dix voitures de voyageurs dont une voiture-salon no 1506 occupée par la famille d'Albert Christophle, gouverneur du Crédit foncier, et un dernier fourgon à bagages.
Lors de son passage à Versailles-Chantiers, le train accuse un retard de sept minutes sur son horaire. Il en regagne deux lorsqu'il aborde l'avant-gare de Paris-Montparnasse, mais malgré des tentatives, ne parvient pas à s'arrêter à temps. Suscitant l'affolement général en pénétrant sous le hall à une vitesse d'environ 40 km/h, il pulvérise le butoir formé de trois pièces de bois superposées, puis transperce le béton du terre-plein situé au bout des voies et le mur de la façade surmonté d'une cloison vitrée et, bien que fortement ralenti par ces obstacles successifs, traverse la courte terrasse surplombant la place de Rennes et défonce son balcon. Emportée par son élan, la locomotive bascule dans le vide et son extrémité avant s'enfonce dans le sol à l'emplacement d'une station de tramway, détruisant un kiosque à journaux. Les attelages ayant résisté, le tender, qu'elle entraîne dans sa chute, reste suspendu, accroché au fourgon de tête demeuré avec le reste du train au niveau des voies. Il est exactement 16 h, comme en témoignent les pendules électriques de la gare, toutes arrêtées lors de l'accident.

## Bilan

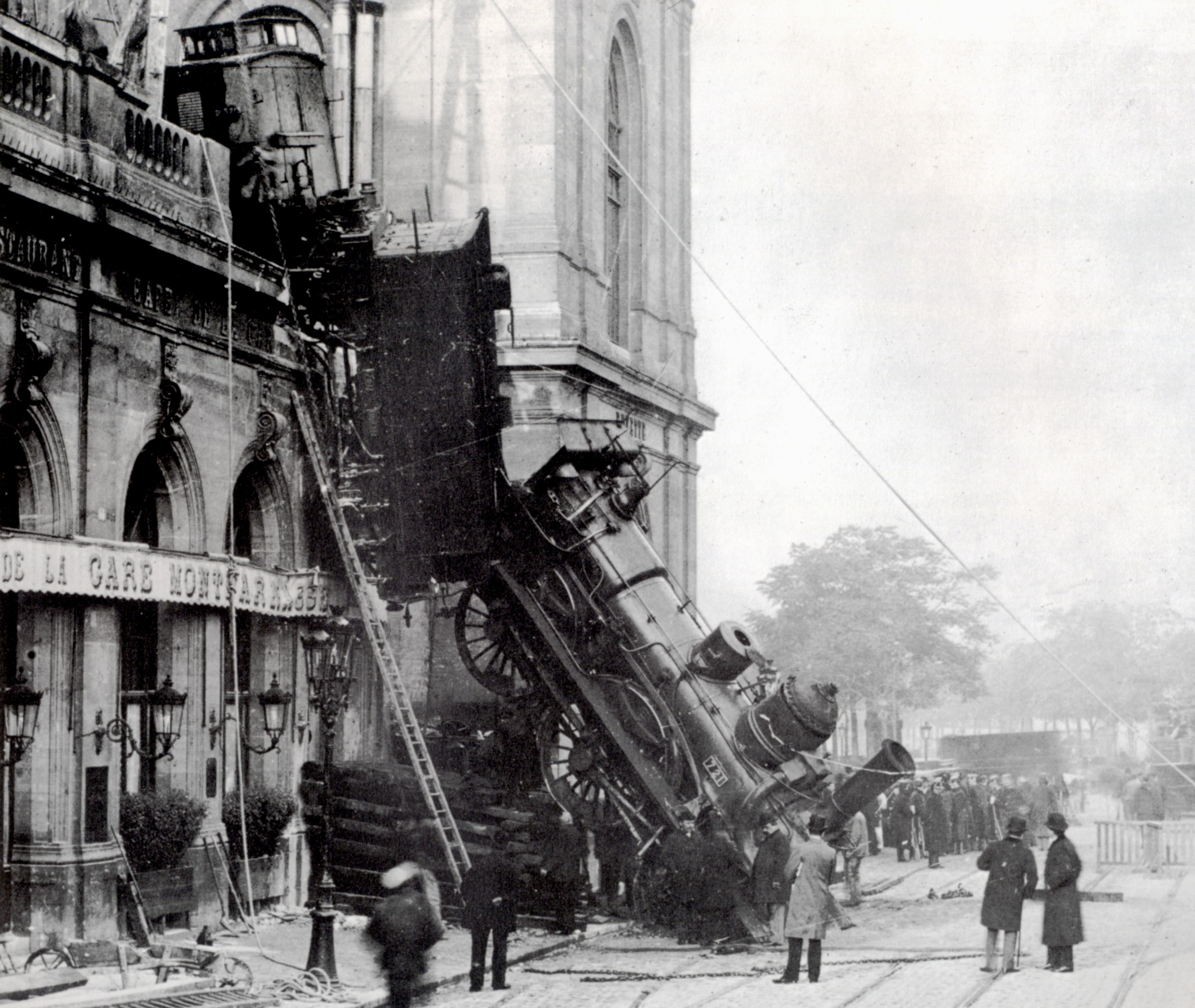
Vue de l'accident en direction de l'ouest.

L'évènement provoque un décès, celui d'une marchande de journaux installée à la station de tramway, Marie-Augustine Haguillard, 37 ans, mère de deux enfants de 5 et 9 ans, écrasée à la fois par une pierre tombée de la façade et par le cendrier de la locomotive L'abri est vide de voyageurs au moment de l'accident et le tramway bondé de la ligne de Montparnasse à Étoile qui y stationne en attente du départ est éloigné du point de chute par ses chevaux, affolés par le fracas provoqué par l'évènement. Madame Pelletier, tenancière d'un kiosque à journaux accolé à la façade juste dans le prolongement de la voie 6, s'enfuit à temps en voyant le convoi foncer sur elle. Le mécanicien Pellerin et le chauffeur Garnier, projetés hors de leur machine lors du choc avec le butoir, le premier à droite dans l'entrevoie, le second à gauche sur le quai, subissent de légères blessures.
Les voitures du train, dont la décélération brutale aurait pu provoquer un télescopage, restent sur les rails, retenues à la fois par l'effet du frein à air dont la canalisation s'était rompue et par celui du frein à main du fourgon de queue. Leurs passagers subissent quelques contusions sans gravité. Parmi eux se trouvent notamment trois députés de l'Orne montés en gare de Briouze : Félix de Lévis-Mirepoix, Albert Christophle (également gouverneur du Crédit foncier de France) et Jules Gévelot.

## Causes
Interrogés immédiatement après l'accident, le mécanicien et le chauffeur invoquèrent une panne du frein à air type Westinghouse, qui avait normalement fonctionné lors du ralentissement sur les aiguillages de la gare d'Ouest-Ceinture, puis au passage à niveau de la rue de la Procession, mais s'était révélé défaillant à celui de la rue du Château, quelques centaines de mètres avant l'arrivée. Ils avaient bien tenté de réduire leur vitesse, qui était alors de 65 km/h en renversant la vapeur et en sablant, tout en sifflant pour demander aux conducteurs d'actionner le freinage d'urgence, mais ces manœuvres s'étaient avérées insuffisantes pour arrêter le convoi à temps. En effet, l'inversion du sens de marche avait eu lieu trop tardivement, seulement quelques dizaines de mètres avant le butoir, et le conducteur-chef, omettant d'ouvrir le robinet de secours du frein à air, avait juste serré le frein à main de son fourgon.

## Suites

### Retentissement médiatique
La nouvelle de l'accident, survenu en plein après-midi, se propagea rapidement. M. Dupuy-Dutemps, ministre des Travaux publics, et M. Lépine, préfet de police, présents sur les lieux dès 17 h 30, firent mettre en place un important service d'ordre assuré par vingt gardes municipaux à cheval et cent à pied pour canaliser la foule des badauds venus observer le spectacle. Afin de contourner les barrages de police, des milliers de curieux achetèrent à la gare, qui continuait de fonctionner, des billets pour les destinations les moins chères, sans prendre le train mais seulement pour accéder aux quais et voir la rame accidentée. Dans les journaux du lendemain, les titres se firent parfois goguenards, et durant cinq jours, la presse populaire traita à l'instar d'un feuilleton les péripéties de l'évacuation de la locomotive, alors que sur place, l'affluence ne faiblissait pas, constituant une excellente  aubaine pour les compagnies de transports en commun et les commerçants du quartier.
L'évènement fit même les titres de la presse aux États-Unis.

### Opérations de relevage

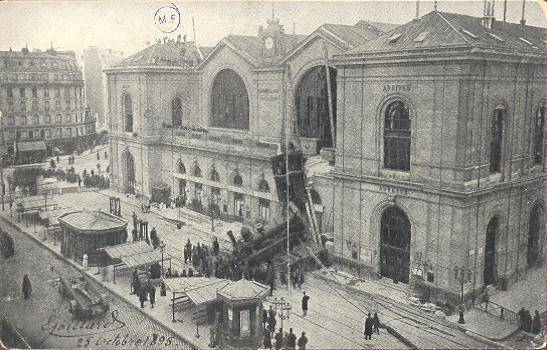
Le parvis de la gare Montparnasse, le 25 octobre 1895.

Si le tender avait pu être solidement arrimé de manière à éviter tout risque de chute, la position dangereusement instable de la locomotive, pesant une cinquantaine de tonnes, suscita la perplexité des ingénieurs chargés de la dégager. Afin d'éviter tout nouvel accident, on procéda avec prudence en décidant de la faire glisser sur un lit de madriers construit en escalier. Les deux premières tentatives faisant intervenir une cinquantaine d'hommes, puis une quinzaine de chevaux pour la tirer, échouèrent. Ce n'est que le 25 octobre que l'opération put être menée à bien grâce à un énorme treuil et de puissants vérins. Restée quasiment intacte, avec juste le petit piston détruit et quelques pièces faussées, la machine fut hissée sur un chariot trainé par vingt-cinq chevaux et transportée aux usines Cail de Javel pour y être examinée par l'ingénieur des mines Lévy, expert désigné par le juge d'instruction.
Pour conclure l'opération, le tender fut remonté dans la gare et remis sur les rails en conjuguant les efforts de trois chèvres et d'une locomotive le tirant depuis les quais.
La circulation des piétons et des tramways sur la place put être rétablie le 28 octobre.

### Responsabilités
La Compagnie des chemins de fer de l'Ouest assuma sa responsabilité civile dans le décès de madame Aiguillard par un arrangement amiable consistant à verser une modeste indemnité à son compagnon et à prendre en charge l'éducation de ses deux orphelins, avec promesse de leur trouver un emploi dans ses services.
Sur le plan pénal, une instruction pour homicide et blessures par imprudence fut ouverte par le juge Bertulus, qui procéda à diverses investigations sur le matériel avec le concours d'ingénieurs, dont un issu du corps des Mines commis comme expert. Ainsi, après que la rame eut été dégagée de la gare et remorquée sur une voie de garage, les enquêteurs procédèrent à des essais sur son frein à air et constatèrent qu'il fonctionnait parfaitement. On envisagea alors un éventuel dysfonctionnement de la valve ou des conduites d'air sur la locomotive mais, une fois celle-ci redressée et examinée en atelier, il fut impossible d'y déceler une anomalie significative.
En toute hypothèse, la question du bon fonctionnement du frein à air parut accessoire au juge d'instruction. En effet, les textes en vigueur imposaient au  mécanicien d'adopter une vitesse réduite à l'approche de la gare, et lui interdisaient, à la gare Montparnasse comme à celle de la Bastille, établies toutes deux sur une plateforme en surplomb, l'usage du frein à air. En revanche, pour les conducteurs, une instruction no 4 de la compagnie imposait d'ouvrir le robinet de la conduite du Westinghouse et non de serrer le frein à vis lorsque le mécanicien sifflait au frein.
Aussi, le 25 janvier 1896, le juge Bertulus renvoya-t-il le mécanicien Pellerin et le conducteur-chef Mariette devant le tribunal correctionnel de la Seine. Lors de l'audience, tenue le 25 février, les deux ingénieurs du contrôle des chemins de fer entendus comme témoins émirent des opinions divergentes sur le frein à air, qui pour l'un (M. Pelletan) avait fonctionné, mais n'avait pu arrêter le train arrivant trop vite sur les rails rendus glissants par la pluie, et pour l'autre (M. Janet) était tombé en panne. L'ingénieur des Mines Michel Lévy, commis comme expert par le juge d'instruction, estima qu'il était possible que le frein n'ait pas fonctionné, mais qu'en toute hypothèse le train roulait trop vite (60-65 km/h) aux abords immédiats de la gare. Il fit aussi observer que le mécanicien Pellerin était un excellent employé de la compagnie, cité deux fois à son ordre du jour, et qu'il avait l'excuse d'avoir été en service sur sa machine durant six heures trois quarts d'affilée au moment de l'accident. L'expert déclara également que le conducteur-chef était excusable, absorbé par d'autres tâches administratives liées à l'arrivée, alors que l'habitude de pallier les défaillances du frein Westinghouse s'était perdue. Le 31 mars 1896, le tribunal, reconnaissant qu'« il existe en sa faveur des circonstances très atténuantes », condamna pour homicide et blessures par imprudence le mécanicien Guillaume-Marie Pellerin à deux mois de prison avec sursis et 50 francs d'amende. La faute « des plus légères » du conducteur de tête Albert Mariette lui valut symboliquement 25 francs d'amende avec sursis.

## Postérité

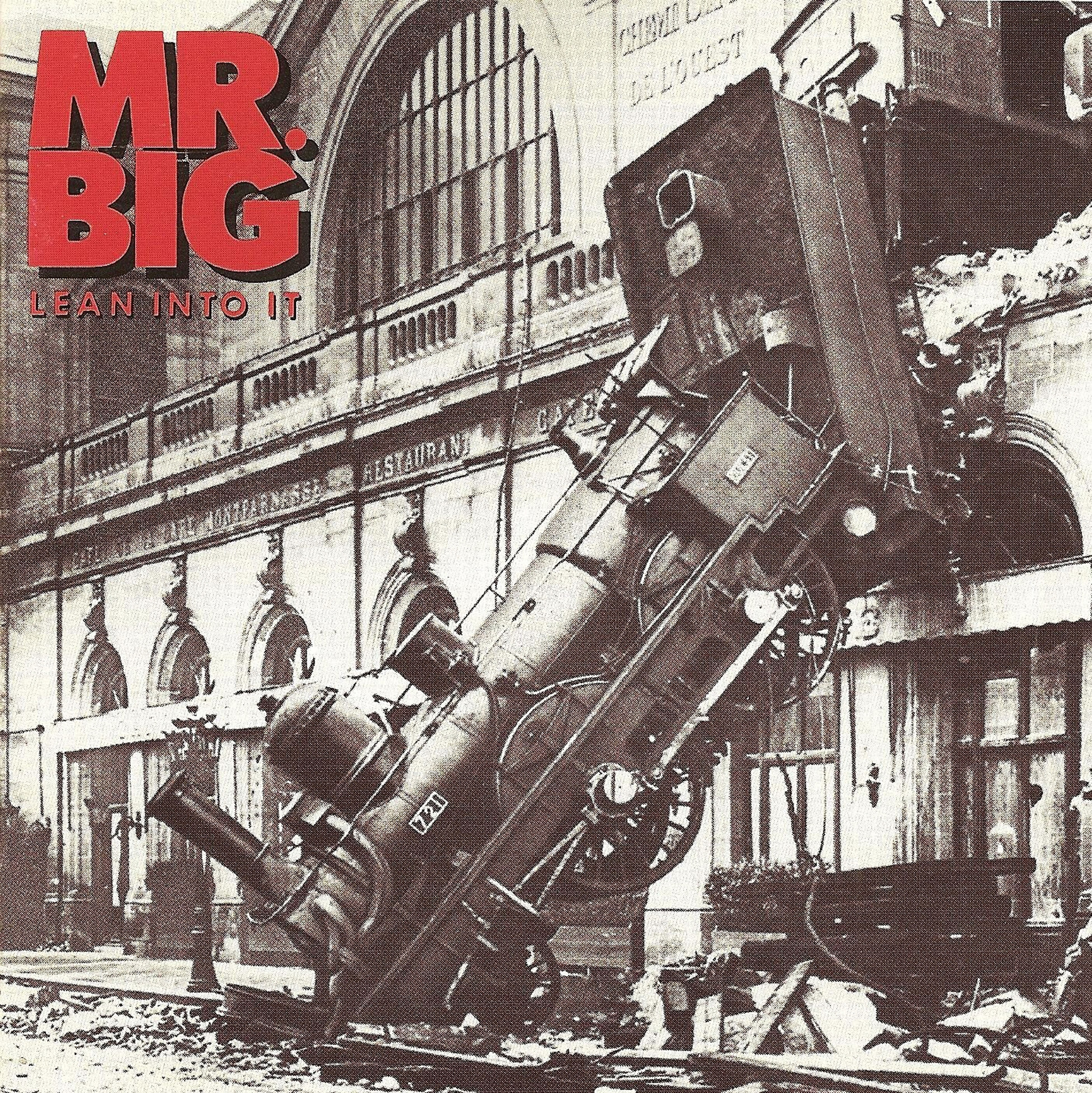
La pochette de l'album Lean Into It du groupe Mr. Big.

Jacques Tardi s'est inspiré de cette catastrophe dans un de ses albums des Aventures extraordinaires d'Adèle Blanc-Sec, Momies en folie.
Cet accident a aussi manifestement inspiré un passage de l'album Du glucose pour Noémie, 21e de la série Les aventures de Spirou et Fantasio (pages 29 et suivantes) et la scène d'ouverture de l'album 1 de la série W.E.S.T. du dessinateur Christian Rossi et des scénaristes Fabien Nury et Xavier Dorison.
Des répliques de l'accident sont recréées à l'extérieur du musée Mundo a Vapor (Monde à Vapeur) au Brésil, dans l'état de Rio Grande do Sul, dans la ville de Canela.
En 1937, dans le recueil de poèmes Les Mains libres, Man Ray dessine pour Rêve un train tombant du ciel, qui n'est autre que le train de cet accident.
En 1991, la photo de l'accident a servi de pochette pour l'album Lean Into It du groupe Mr. Big, de même que pour celle de l'album Scrabbling at the Lock du groupe The Ex et de Tom Cora la même année, et, en 2019, pour celle de l'album Warranty Void If Removed de l'artiste français Leon Inc (désormais appelé Dial-up Jeremy).
Dans le film de Martin Scorsese Hugo Cabret, sorti en 2011, l'accident du train s'inspire fortement de l'accident de la gare Montparnasse.
L'accident figure également dans la scène d'introduction du film Edmond, d'Alexis Michalik, sorti en 2019.
L'illustrateur Laurent Audouin a reproduit l'image de la locomotive suspendue des journaux pour sa bande dessinée de son petit héros "Sacré Coeur" dans "Les loups-garous de Montparnasse".